# Carqueija
Carqueija é uma aldeia situada na freguesia de São Bartolomeu dos Galegos, próximo da vila da Lourinhã, em Portugal.